# Gregor Reisch
Gregor Reisch (auch Georgius Reysch oder Rusch de Balingen; * ca. 1470 in Balingen (Württemberg); † 9. Mai 1525 in Freiburg im Breisgau) war Philosoph und Kartäuser. Er ist ein Vertreter der philosophischen Schule der spätscholastischen Realisten.

## Biographie

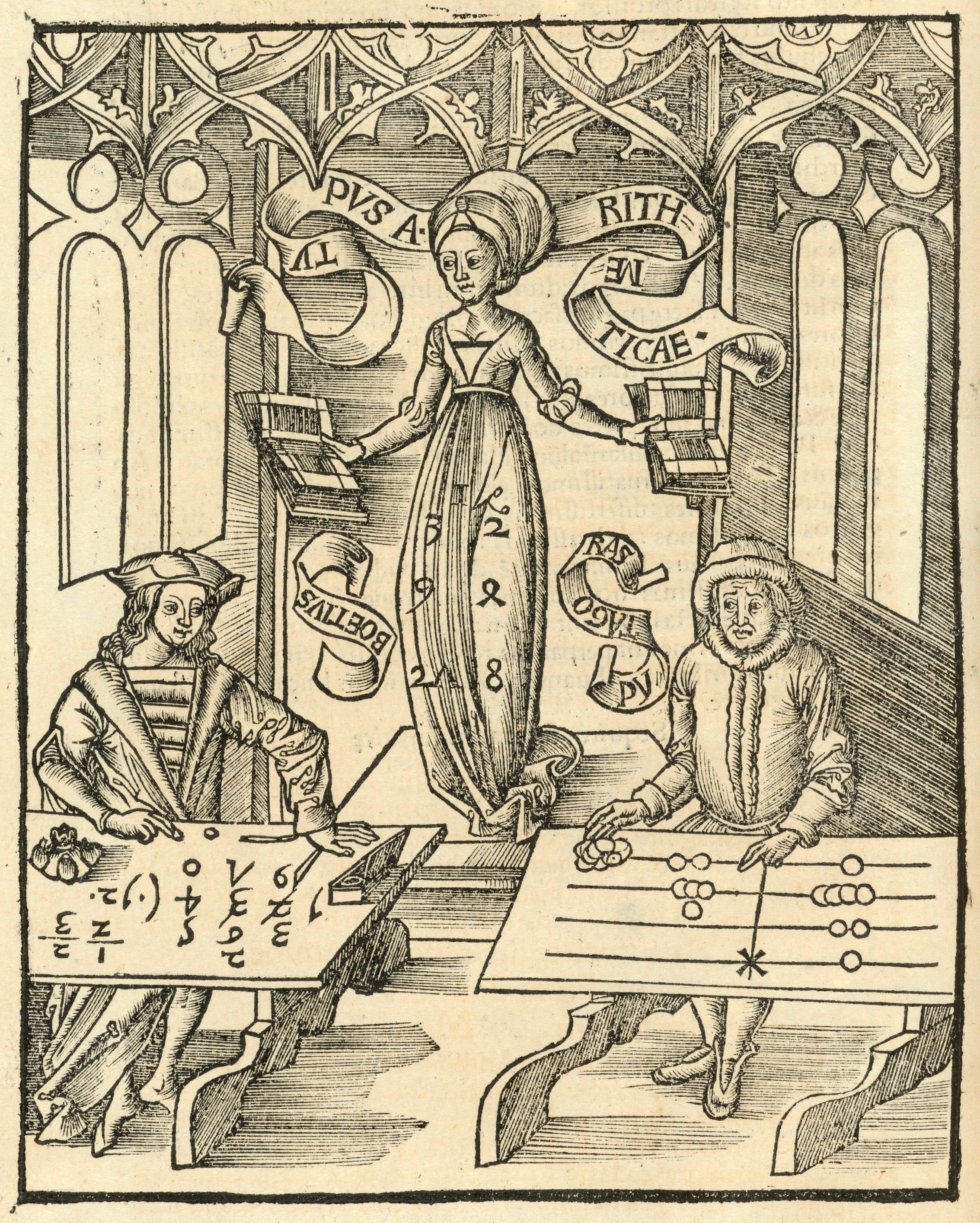
Margarita Philosophica (1503)

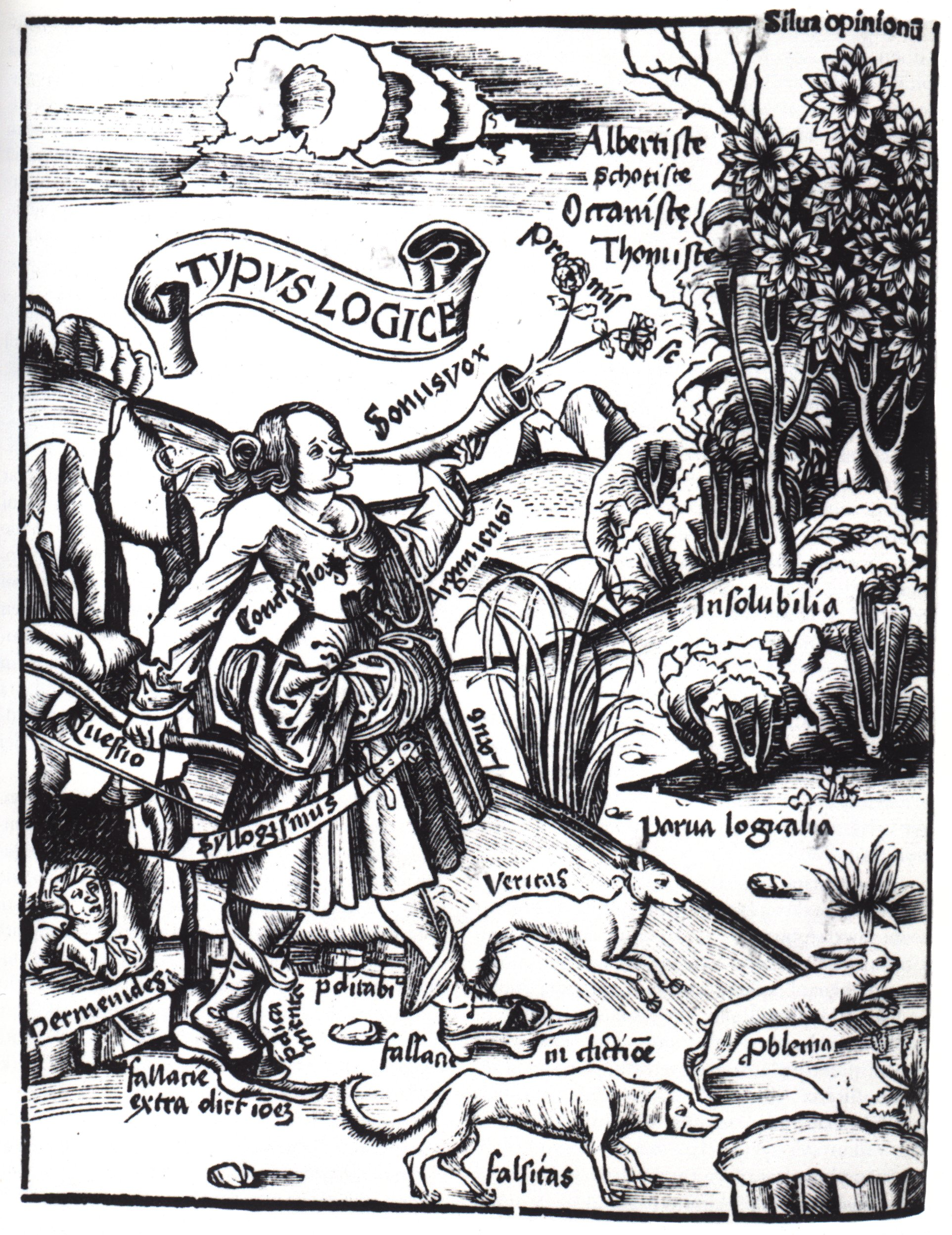
Typus Logice (1503)

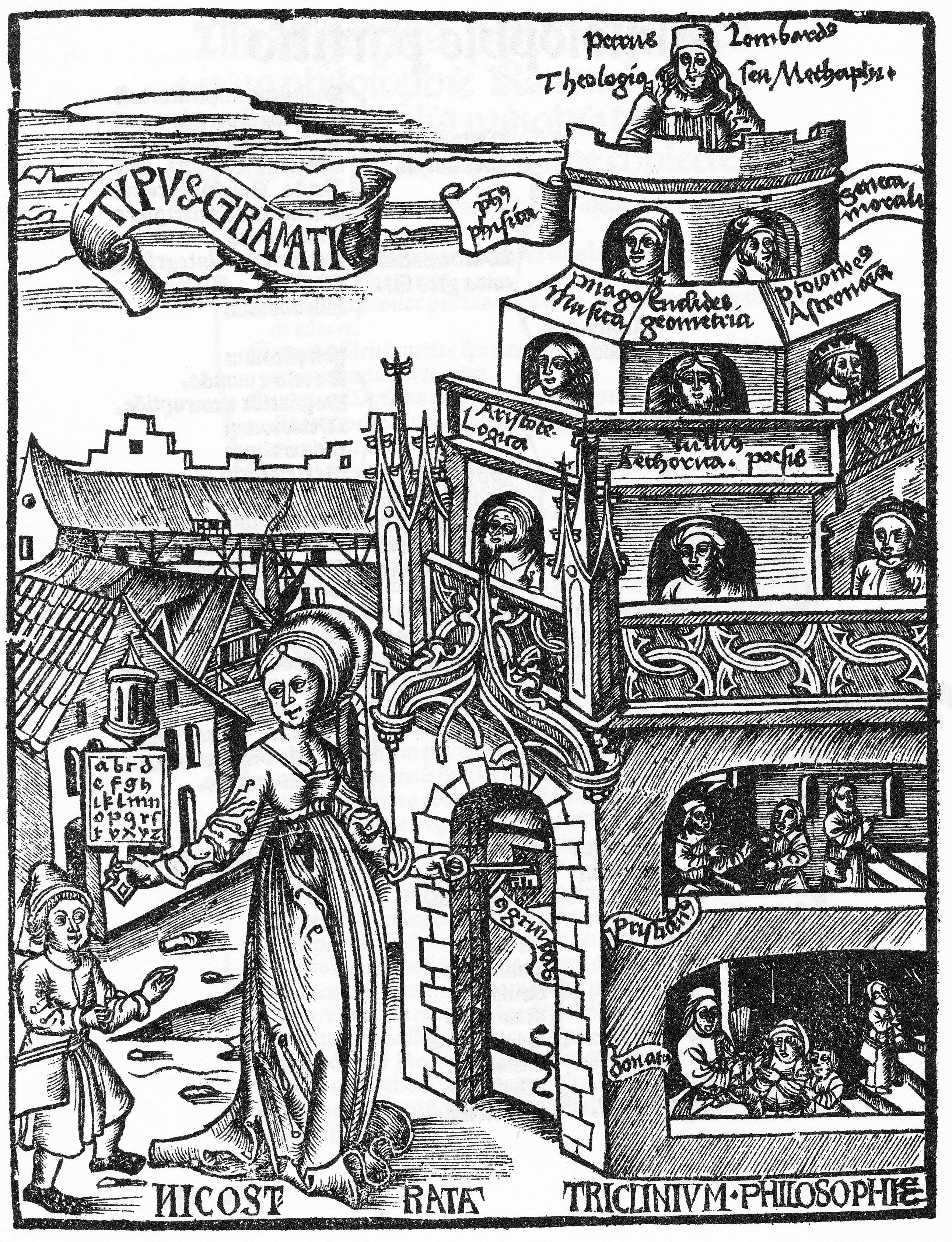
Typus Grammaticae (1503)

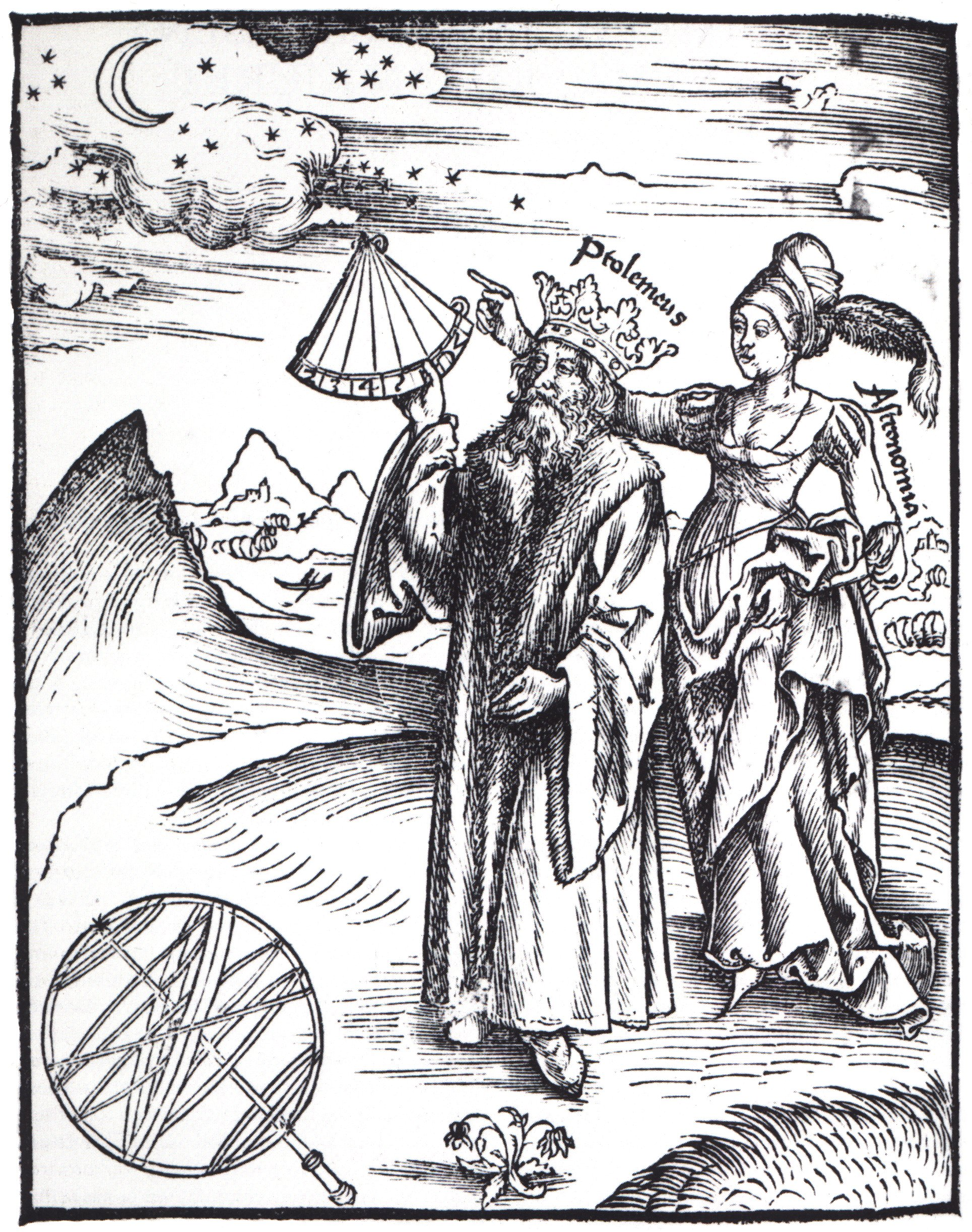
Astronomia (1503)

Gregor Reisch wurde zwischen 1467 und 1470 im württembergischen Balingen geboren; sein  Geburtsdatum ist nicht bekannt. Am 25. Oktober 1487 ließ er sich an der Universität Freiburg im Breisgau immatrikulieren. Während seiner Studienzeit war er Alumnus der Studentenburse Domus Cartusiana. 1488 erwarb er den Grad eines Baccalaureus und 1489 den Titel eines Magister Artium. Nach einer Tätigkeit als Hochschullehrer trat Gregor Reisch um 1496 in den Orden der Kartäuser ein. 1501 war er Prior des Klosters Buxheim und ein Jahr später, 1502, Prior des Freiburger Klosters am Johannisberg, was er bis zu seinem Tode blieb. Ab 1508 wirkte er zusätzlich als Visitator der Rheinischen Ordensprovinz und 1521 auch als Stellvertreter des Ordensoberen in der Grande Chartreuse. Er verstarb am 9. Mai 1525 in Freiburg im Breisgau.
Zum wissenschaftlichen Umkreis von Reisch gehörten außer den Freiburger Humanisten auch Beatus Rhenanus, Jakob Wimpheling, Johann Geiler von Kaysersberg, Konrad Pellikan, Johannes Reuchlin und zeitweise Erasmus von Rotterdam. Seine bekanntesten Schüler waren Johannes Eck, Martin Waldseemüller und Sebastian Münster. Gregor Reisch war ein Gegner der Lehren Luthers und des entstehenden Protestantismus. Ab 1509 wurde Reisch ein enger Vertrauter von Kaiser Maximilian I.

## Schriften
- 1503: Margarita philosophica totius Philosophiae Rationalis, Naturalis & Moralis principia dialogice duodecim libris complectens. Freiburg 1503. Weitere Auflagen 1504 (mit der ersten Abbildung von Freiburg) sowie 1508, 1517 und 1519; zu unterscheiden von den nicht autorisierten und z. T. veränderten Ausgaben durch Hans Grüninger in Strassburg von 1504, 1508, 1512 und 1515; Nachdruck der Ausgabe von 1508 (Margarita philosophica cum additionibus novis. M. Furter & J. Schott, Basel 1508): Whitefish, Montana ohne Jahr.

## Erläuterung der Abbildung
Die Abbildung trägt den Titel TYPUS ARITHMETICAE und steht in der Margarita philosophica vor dem 4. Buch De quadrivii rudimentis, das sich mit der Arithmetik beschäftigt. Die personifizierte Arithmetica hält in jeder Hand ein geöffnetes Buch, wahrscheinlich mit der Beschreibung der im Bild dargestellten beiden Rechensysteme; auf ihrem Kleid findet sich das sog. Labdoma, also die sieben konstitutiven Zahlen der Weltseele nach Platon, Timaios 35a-36b, die seit Krantor von Soloi in Form eines Lambda ausgehend von der Eins die Potenzen von zwei und drei bis zum ersten Kubus (8 für die geraden, 27 für die ungeraden Zahlen) darstellen; diese Form ist im lateinischen Neuplatonismus üblicher als das konkurrierende Liniendiagramm (vgl. z. B. Macrobius, Somnium 1,6,46). Im Vordergrund stehen zwei Tische, rechts eine Rechenbank und dahinter Pythagoras, links ein mit Ziffern und Zeichen beschriebener Tisch und dahinter Boethius. Pythagoras galt im Mittelalter (irrtümlich) als Erfinder des seit dem Altertum verbreiteten Abakusrechnens, dem „Rechnen auf der Linie“; die Rechenbank hat vier waagerechte Linien, auf denen mit „Rechenpfennigen“ gerechnet wird; jede Linie bedeutet eine Stelle des Zehnersystems; die Linien für die Tausender und Millionen tragen liegende Kreuze; die unterste Linie ist die Einer-Linie; liegt ein Rechenpfennig zwischen zwei Linien, so heißt das fünf Einheiten der unteren Linie. Auf der linken Bildseite zeigt Boethius, irrtümlich im Mittelalter als Erfinder der arabischen Ziffern  bezeichnet, die Vorteile des Rechenverfahrens mit arabischen Ziffern, des „Rechnens auf der Feder“; dabei kommt bekanntlich zu den Ziffern 1 bis 9 noch die 0 hinzu, die für sich genommen „nichts“ ist, aber die vorhergehenden Ziffern verzehnfachen kann.